# Faragó István (tervezőgrafikus)
Faragó István (Szentes, 1945. november 29. –) magyar tervezőgrafikus, könyvtervező, tipográfus, fotóművész.

## Életpályája
1966-1969 között a lipcsei Grafikai és Könyvművészeti Főiskola hallgatója volt, ahol Walter Schiller és Heinz Wagner tanították. 1969-1980 között a Corvina Könyvkiadó könyvtervezője volt. 1972 óta kiállító művész. 1980 óta szabadfoglalkozású. 1984-1988 között a Magyar Iparművészeti Főiskola oktatója volt. 1992-ben a Tandem Grafikai Stúdió alapító tagja, a stúdió –Anno– könyvsorozatának (lásd: tandemgrafika.hu) ötletgazdája.

## Kiállításai

### Egyéni
- 1980 Budapest
- 1982 Miskolc (Orosz Istvánnal)
- 1985 Debrecen

### Csoportos
- 1972, 1975 Budapest
- 1980-2009 Békéscsaba

## Művei
- Ünnepi Könyvhét (plakát, 1995)
- A tartalom és a forma egysége

## Díjai
- Lipcse aranyérme (1983)
- Az év legjobb plakátja kiállítás díja (1984)
- a X. békéscsabai grafikai biennálé fődíja (1996)
- a XVI. békéscsabai grafikai biennálén Békéscsaba Megyei Jogú Város Önkormányzata fődíja (2009)
- Simplicissimus Hőse díj (2011)